# Carl von Lemcke

Karl Lemcke

Carl von Lemcke, auch Karl (von) Lemcke, Pseudonym: Karl Manno (* 26. August 1831 in Schwerin; † 7. April 1913 in München) war ein deutscher Ästhetiker und Kunsthistoriker sowie Lieddichter und Romanautor.

## Leben und Wirken
Nach seiner Schulzeit am Gymnasium Fridericianum Schwerin begann Lemcke 1852 das Studium der Kunstgeschichte und Philosophie an der Universität Göttingen und schloss sich dort auch 1852 der Burschenschaft Hannovera an. Später studierte er an der Universität München und schließlich der Universität Heidelberg, an der er im Jahr 1856 promoviert wurde. Anschließend folgten Studien- und Arbeitsaufenthalte in Berlin, Paris und München. Er gehörte zusammen mit seinem Freund und Bundesbruder Karl von Lützow zu den Mitbegründern des Münchener Dichterkreises „Die Krokodile“ und erhielt dort den Spitznamen „Hyäne“. Dieser Freundschaftsbund stand unter Einfluss von Emanuel Geibel, dessen unerbittliche Forderung nach Formeinheit von Gedichten Einfluss auf die von Lemcke verfasste Lyrik hatte. 1861 erschien im Verlag Hoffmann und Campe, Hamburg, der Band „Lieder und Gedichte“ von Lemcke. Mindestens 12 Lieder davon hat Johannes Brahms vertont, die ersten vier bereits 1862 (Opus 41/2 – 41/5). 
1862 kehrte Lemcke an die Universität Heidelberg zurück. Dort erlangte er mit seiner Schrift „Zur Einleitung in die Ästhetik“ seine Habilitation und wurde anschließend als Privatdozent für Ästhetik und deutsche Literaturgeschichte übernommen sowie fünf Jahre später zum außerordentlichen Professor ernannt. In jenen Jahren entstand sein erstes bedeutendes Hauptwerk über „Populäre Ästhetik“, das, mit dem Ziel, dieses wissenschaftliche Gebiet einem breiten Leserkreis zugänglich zu machen, in mehrere Sprachen übersetzt wurde; darüber hinaus verfasste er den ersten Band seiner Literaturgeschichte. 
Im Jahr 1871 wechselte Lemcke an die Universität München. Bereits zwei Jahre später folgte er einem Ruf an die Rijksakademie van beeldende kunsten (Reichsakademie der Bildenden Künste) nach Amsterdam, wo man ihm eine ordentliche Professur für Ästhetik und Kunstgeschichte übertrug. Nach der Einrichtung eines entsprechenden Lehrstuhls an dem im Jahr 1870 gegründeten Polytechnikum Aachen wechselte Lemcke im Jahr 1876 nach Aachen und wurde dort der erste Ordinarius für Allgemeine Kunstgeschichte und Ästhetik. 
Hier entstanden zahlreiche Biographien und Monographien, insbesondere über niederländische Maler für das Lexikon „Kunst und Künstler“ von Robert Dohme und für die Allgemeine Deutsche Biographie sowie als weiteres bedeutendes Hauptwerk zu seiner Reihe zur Geschichte der deutschen Dichtung neuerer Zeit: Von Opitz bis Klopstock. In Aachen begann Lemcke auch, Romane unter dem Pseudonym Karl Manno zu schreiben. Von 1881 bis 1892 verfasste er für die „Deutsche Litteraturzeitung“ zahlreiche Rezensionen über belletristische Werke sowie historische Erzählungen. 
Schließlich zog es Lemcke im Jahr 1885 an die Technische Hochschule Stuttgart, wo er in gleicher Position und als Nachfolger von Wilhelm Lübke bis zu seiner Emeritierung im Jahr 1903 wirkte. In den Jahren 1892 bis 1895 wurde er in der Nachfolge von Jakob Johann von Weyrauch zusätzlich zum Rektor dieser Hochschule gewählt und gleichzeitig in Stuttgart zum zeitweiligen Direktor des Museums der Bildenden Künste, der heutigen Staatsgalerie Stuttgart, ernannt. In dieser Funktion zeigte sich Lemcke als Verfechter des Realismus, insbesondere der niederländischen Malerei sowie der Zeitgenössischen Kunst. Das Museum verdankte ihm außerdem die Anschaffung einer größeren Gemäldesammlung von Christian Landenberger. 
1899 wurde er von dem König von Württemberg in den erblichen Adelsstand erhoben. Nach seiner Emeritierung zog Carl von Lemcke nach München. Dort wurde es ruhig um Lemcke, er war aber weiterhin ein gefragter Dichter von Liedtexten für bedeutende Komponisten seiner Zeit wie für Franz Wilhelm Abt, Robert von Hornstein, Josef Gabriel Rheinberger, Anton Rubinstein und andere.

## Werke (Auswahl)
- Lieder und Gedichte. Hoffmann und Campe, Hamburg 1861 (Digitalisat)
- Zur Einleitung in die Aesthetik. Habilitation, Universität Heidelberg, 1862
- Populäre Ästhetik. E. A. Seemann, Leipzig 1865 (Digitalisat)
- Von Opitz bis Klopstock, Leipzig, E. A. Seemann, 1882. Neue Ausgabe des ersten Bandes v. Lemckes Geschichte der deutschen Dichtung. Text über Carl von Lemcke auf Wikisource
- Ästhetik in gemeinverständlichem Vortrag. 6., aufs Neue durchgearbeitete und verbesserte Auflage. 1890
  - Bd. 1: Begriff u. Wesen d. Ästhetik u. a.
  - Bd. 2: Dt. Kunst,
- Romane unter dem Pseudonym Karl Manno:
  - Beowulf.  3 Bde. Berlin 1882
  - Ein süßer Knabe. Berlin 1885
  - Gräfin Gerhild. Stuttgart 1892
  - Jugendgenossen Berlin. 3 Bde. 1898